# 梅野修一
梅野 修一（うめの しゅういち）は、日本の国土交通技官。下関市港湾局長、港湾空港技術研究所特別研究主幹、国土交通省大阪航空局長、国土交通省東北地方整備局長などを歴任した。

## 人物・経歴
兵庫県神戸市出身。兵庫県立兵庫高等学校を経て、1989年大阪大学大学院工学研究科修了、運輸省入省。運輸省港湾局環境整備課補佐官を経て、1999年運輸省第一港湾建設局秋田港湾工事事務所長。2009年下関市港湾局長。
2014年国土交通省中国地方整備局港湾空港部長。
2016年国土交通省総合政策局公共事業企画調整課長。同年辞職、海上・港湾・航空技術研究所港湾空港技術研究所特別研究主幹。2017年国土交通省航空局航空ネットワーク部空港技術課長。2019年国土交通省大阪航空局長。
2020年国土交通省東北地方整備局長。2021年国土交通省港湾局付、即日辞職、成田国際空港上席執行役員空港運用副部門長。2022年NAAファシリティーズ取締役。